# Lassaholmen (Eckerö, Åland)
Lassaholmen är en ö som ligger i Inre Fjärden i Eckerö på Åland (Finland). Den ligger i den västra delen av landskapet, 26 km nordväst om huvudstaden Mariehamn.
Formellt är Lassaholmen en halvö eftersom den är sammanväxt med Eckerö, men våtmarken som tidigare var ett sund öster om Lassaholmen har dikats ut med ett krondike som gör att ön är omsluten av vatten. Diket går genom en vägtrumma under vägen som förbinder Lassaholmen med Eckerö.